# NGC 4041
NGC 4041 là tên của một thiên hà xoắn ốc nằm ở phía bắc của chòm sao Đại Hùng. Nó cách mặt trời của chúng ta với khoảng cách xấp xỉ là 70 triệu năm ánh sáng. Phân loại hình thái học của nó là SA(rs)bc. SA nghĩa là nó là thiên hà xoắn ốc không có thanh chắn, "rs" nghĩa là nó có cấu trúc đai yếu và "bc" nghĩa là có những nhánh xoắn ốc vừa phải.
Từ điểm nhìn của trái đất, nó nghiêng một góc 20°. Tỉ lệ hình thành sao mới xấp xỉ là 41 lần khối lượng mặt trời cứ mỗi 10 năm. Điều này là điển hình cho hình dạng của thiên hà này. Tỉ lệ hình thành sao ở vùng trung tâm thì thấp hơn, có lẽ đó là kết quả của sự hợp thành thiên hà gần đây với một thiên hà lùn. Điều này đã xảy ra cách đây trong vòng 100 triệu năm.
Các nhà khoa học vẫn chưa phát hiện có hoạt động gì bên trong vùng trung tâm của thiên hà. Bên cạnh đó, vùng trung tâm còn có một vòng vật chất quay quanh hạt nhân với độ sáng cao, điều này thích hợp với sự có mặt của một khối lượng gấp 1+06
−07  x 107 lần khối lượng mặt trời]]. Giống như là có một lỗ đen siêu khối lượng.
Vào ngày 29 tháng 7 năm 1994, một siêu tân tinh loại IIp tên là SN 1994W được Giancarlo Cortini và Mirko Villi quan sát. Độ sáng của nó cao nhất vào ngày 13 tháng 8 năm 1994 và sau đó giảm dần. Nó nằm ở 19 giây cung tính từ lõi thiên hà ở phía tây bắc. Có một điều bất thường là lượng nickel-56 được giải phóng rất ít.

## Dữ liệu hiện tại
Theo như quan sát, đây là thiên hà năm trong chòm sao Đại Hùng và dưới đây là một số dữ liệu khác:
Xích kinh 12h 02m 12.173s
Độ nghiêng +62° 08′ 14.23″
Giá trị dịch chuyển đỏ 0.004113
Vận tốc xuyên tâm 1,214
kích thước biểu kiến 1.697′ × 1.391′
Loại thiên hà SA(rs)bc?